# Burg Friedau
Die Ruine der Burg Friedau steht auf dem Gemeindegebiet von Zizers im schweizerischen Kanton Graubünden unweit des Bahnhofes mitten in einem Wohnquartier.

## Anlage
Von der einst grösseren Anlage mit Vorburg ist nur ein starker viereckiger Bergfried mit einer Seitenlänge von ca. 12 m erhalten geblieben. Die Umrisse der ursprünglichen Anlage sind nicht mehr zu erkennen, die Umgebung ist überbaut. Die West- und die Ostwand weisen einen starken Riss auf, die Mauern sind teilweise etwas geneigt. Der Hocheingang liegt im 2. Geschoss der Ostwand. Im 2. und dritten Geschoss sind Fenster mit Sitzbank, in der Nordwand Schmalscharten und Wandnischen im Inneren. Über dem Steinturm ist ein hölzerner Obergaden anzunehmen. Das Innere des Turmes ist nicht zugänglich.

## Geschichte
Grabungen im Jahr 2002 wiesen an dieser Stelle eine Siedlung aus der Jungsteinzeit nach. Die Burg wurde über einem frühmittelalterlichen Herrenhaus gebaut, das 955 von Otto dem Grossen dem Bischof von Chur geschenkt worden war. In der Mitte des 13. Jahrhunderts wurde der Hof zu einer Burg umgebaut; nach dem «Buoch der vestinen» begann Bischof Volkard von Neuburg mit dem Bau (her Volart byschoff huob an ze buwen) und Bischof Heinrich von Monfort (1251–1272) beendete ihn. Zwischen 1358 und 1430 wurde die Friedau mehrere Male verpfändet, vor allem an die Toggenburger. Bis 1649 blieb sie in bischöflicher Hand, dann wurde sie an das Hochgericht der Vier Dörfer verkauft, das den Turm als Gefängnis benutzte.
Um 1550 sah der Chronist Ulrich Campell den Turm noch von einer Mauer und einem Graben umgeben. Bis um 1880 trug der Turm noch ein hölzernes Dach, jedoch nicht mehr das ursprüngliche.
Beim Dorfbrand von 1897 brannte der Turm völlig aus, wodurch auch die Risse in den Mauern entstanden. Seither war er eine Ruine.

### Neuzeit
2015 sollte die Ruine an den Meistbietenden versteigert werden, was aber nach Protesten aus der Bevölkerung nicht geschah. Zusammen mit der Kulturinstitution «Pro Castellis» arbeitete die Gemeinde ein Sicherungs- und Nutzungskonzept mit Kulturräumen für die Öffentlichkeit aus. Am 23. Dezember 2015 ging die Ruine vom Kreis an die Gemeinde und gleich darauf an Pro Castellis über.
2016 wurde die einsturzgefährdete Südwesthälfte des Turmes mit Pfählen abgestützt, die durch die Lehmschichten hindurch auf tragfähigen Kiesgrund reichen.
Dann wurde die gesamte Ruine gesichert.
Im ehemaligen Gefängnis der Ruine entdeckten Archäologen im Juni 2016 bei Grabungen im Turmboden die Knochen von Füssen, Teile eines Beins und Fingerknochen. Da der Turm ab dem 17. Jahrhundert für Jahrhunderte als Gefängnis des Hochgerichts der fünf Dörfer diente und hier auch mittels eines Katalogs mit Foltermethoden Verdächtige befragt wurden, stellte sich die Frage, ob es sich um Überreste eines Folteropfers handelt. Die Altersbestimmung mit der C-14-Methode zeigte dann, dass die Knochen in der ersten Hälfte des 13. Jahrhunderts, also kurz vor dem Bau der bischöflichen Burg an den Fundort gelangt sind.

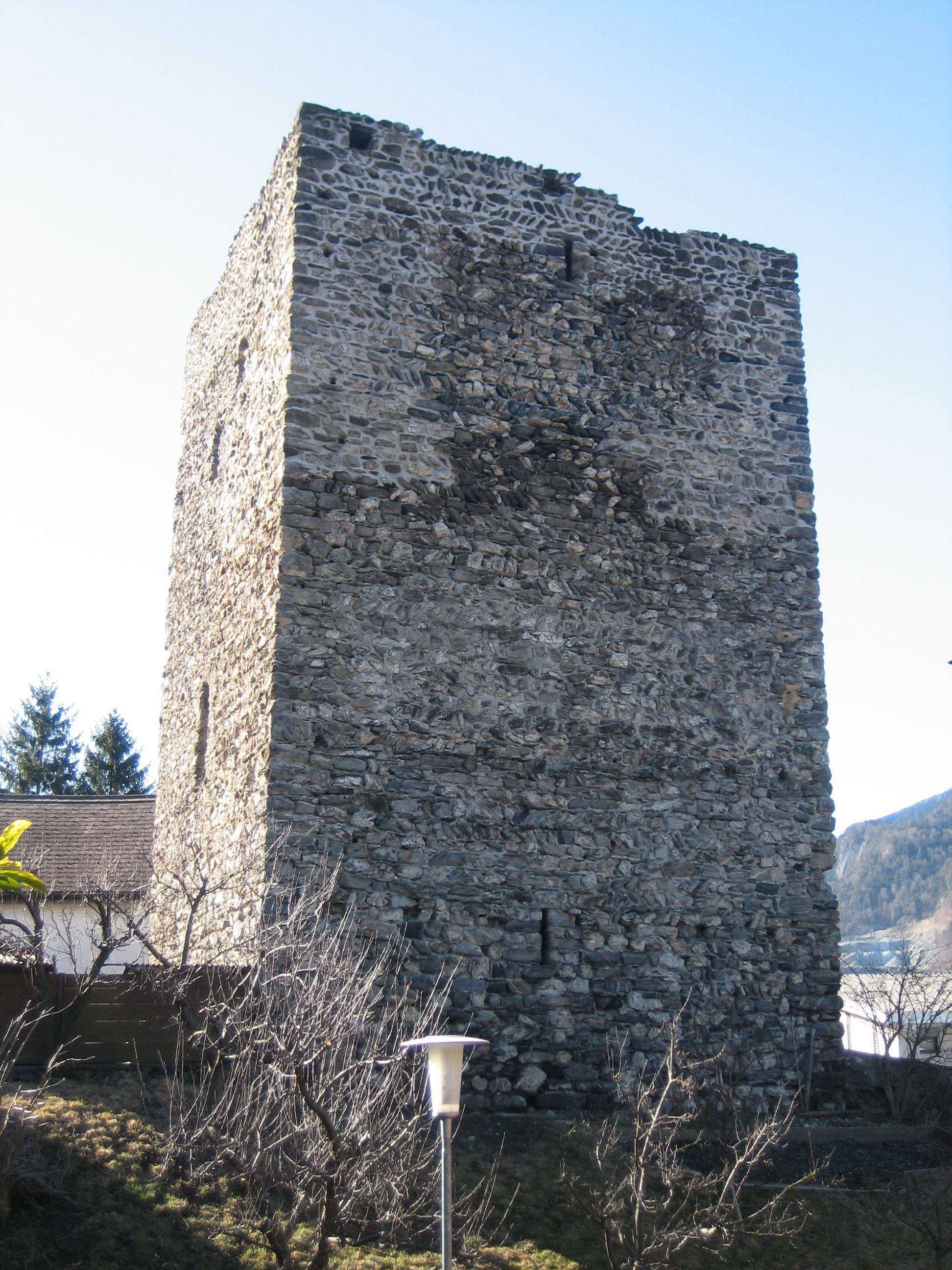
Ostseite
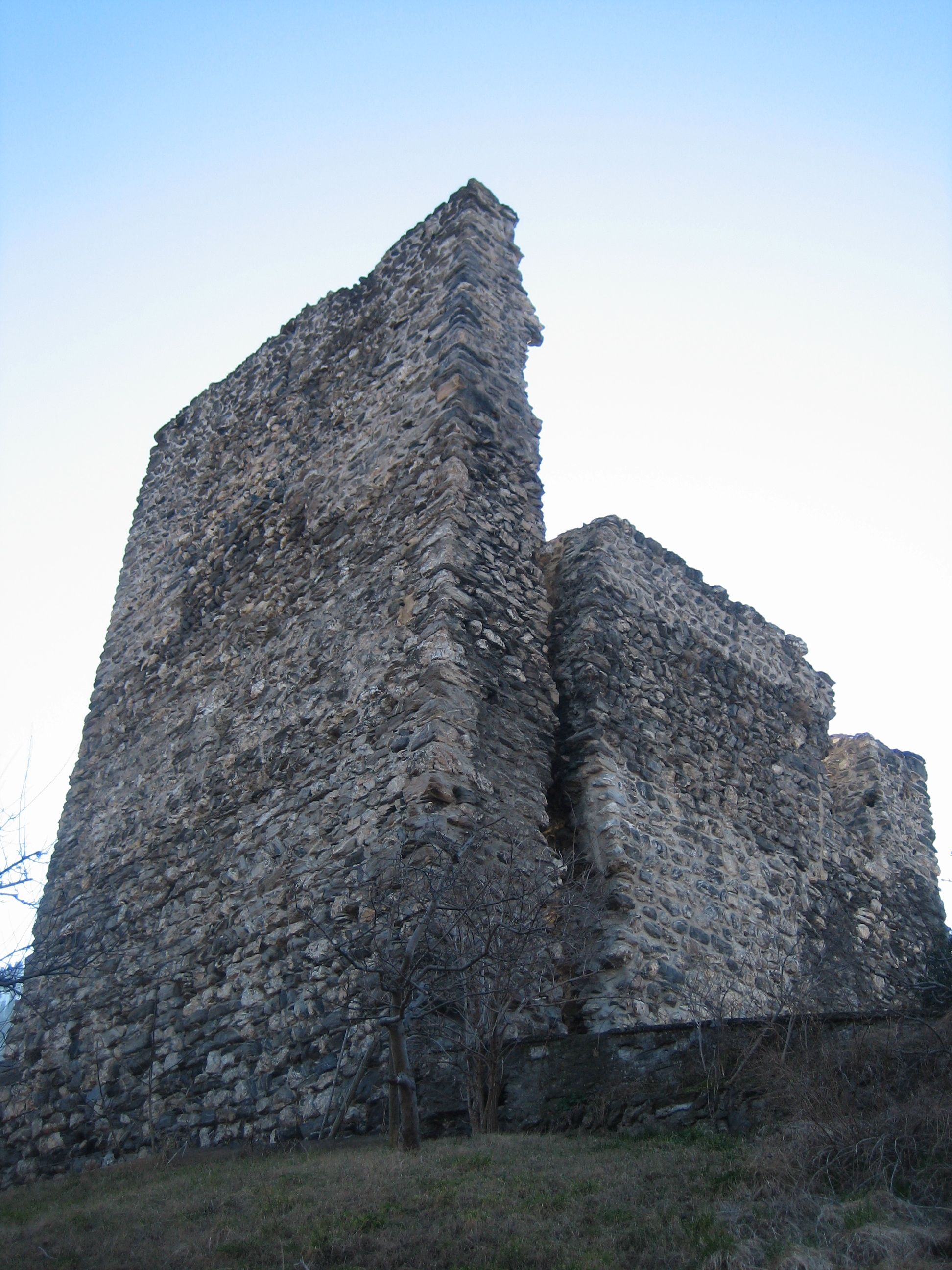
Nordwestseite
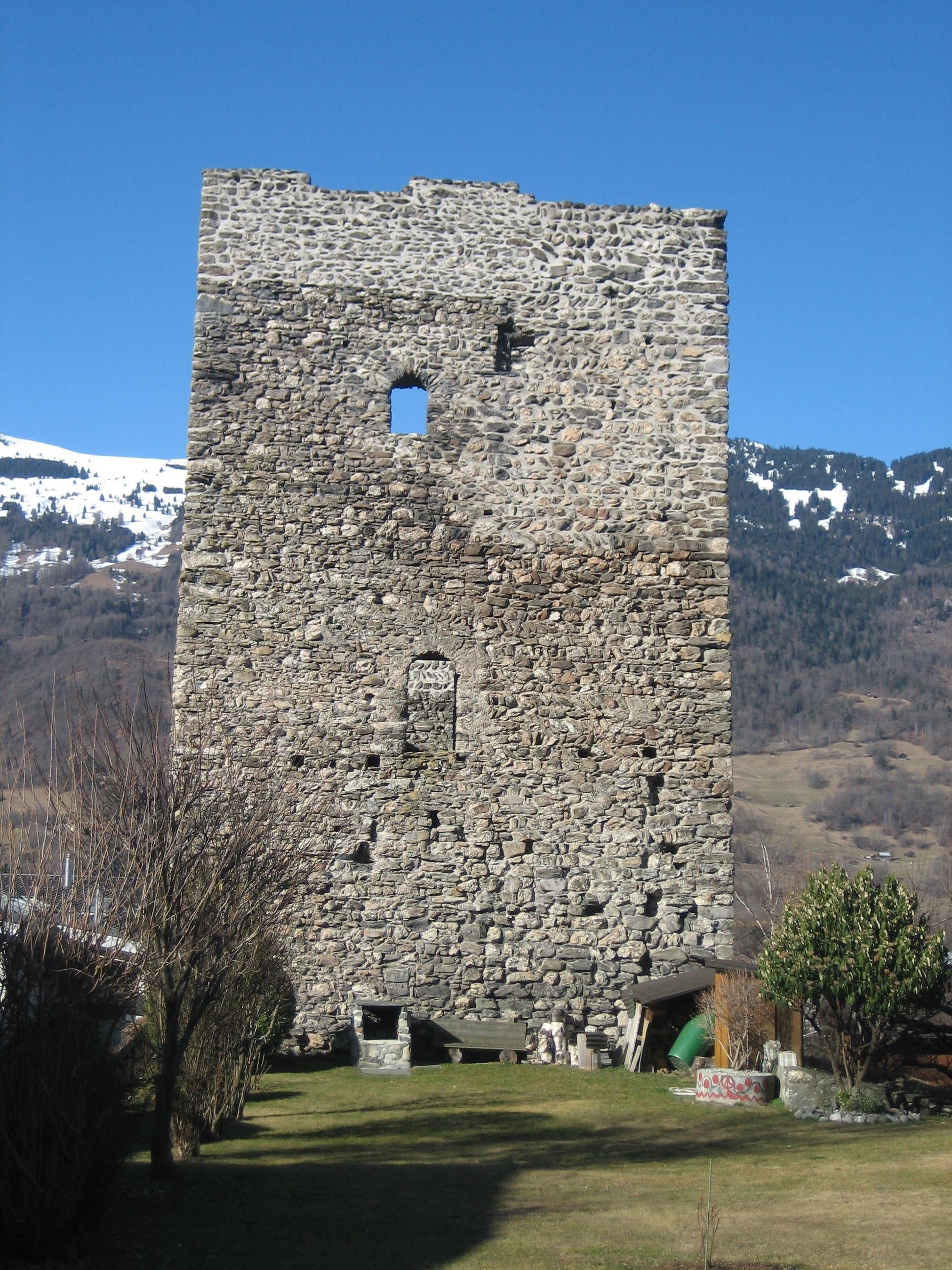
Südseite
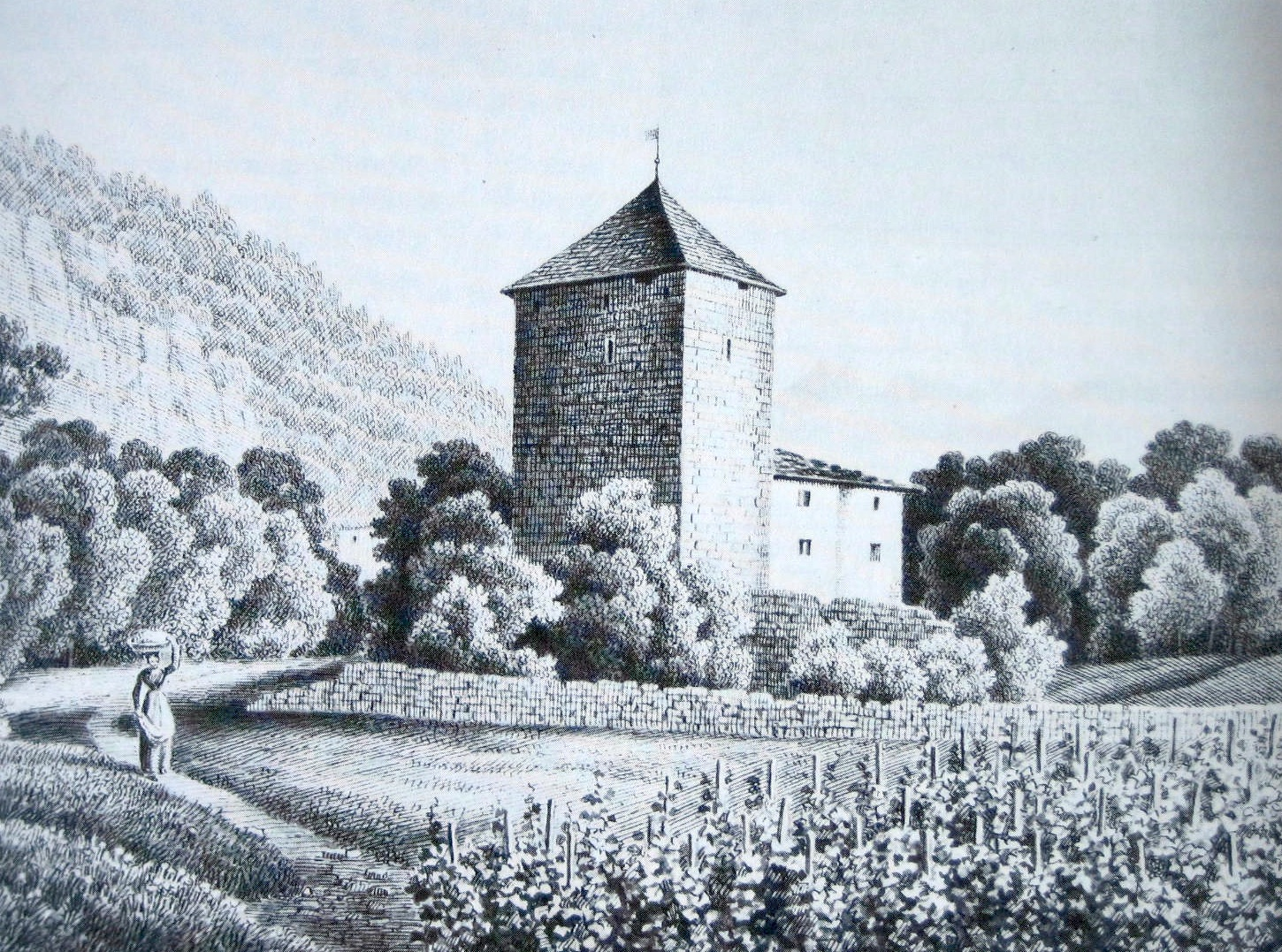
Die Friedau um 1800